# Cap-Haïtien
Cap-Haïtien je grad i luka u državi Haiti, nalazi se na sjevernome dijelu otoka Hispaniole, središte je departmana Nord. 

## Povijest
Grad je osnovan kao Cap-Français, kao važan grad za vrijeme kolonijalnog doba, zatim ime mjenja u Cap-Henri, tada je bio glavni grad Kraljevine Sjeverni Haitiji pod kraljem Henrijem Christopheom.
Grad je bio uništen u potresu 1842. godine. 
Cap-Haitien poznato je turističko odredište, mirne vode, slikovite plaže Kariba, izolacija od političke nestabilnosti u glavnom gradu, Port-au-Princeu, učinili su to područje odredište za odmor. Grad je također jedinstven po svojoj francuskoj kolonijalnoj arhitekturi, koja je dobro očuvana.

## Stanovništvo
Cap-Haïtien je 2003. godine imao 186.251 stanovnika, dok je šire područje grada imalo 500.000 te je drugi najveći grad Haitija poslije Port-au-Princea.

## Gradovi prijatelji
- San Juan, Portoriko
- New Orleans, SAD
- Portland, SAD

## Zanimljivosti
U gradu je krajem osamnaestog stoljeća živjelo više Dubrovčana. Rado Šišević iz Dubrovačkog primorja bio je otvorio gostionicu u kojoj su se okupljali dubrovački mornari koji su prenosili vijesti iz domovine.

## Galerija
- Sans-Souci palača
- Gradska kuća
- Kruzer ispred grada

## Vanjske poveznice
- Cap Haitien Haiti

### Ostali projekti
|  | Zajednički poslužitelj ima još gradiva o temi Cap-Haitien |